# Jacques-François Blondel
Jacques-François Blondel (Rouen, 1705 – Parijs, 1774) was een Frans architect, theoreticus en leraar uit de 18de eeuw. Hij dient niet verward te worden met de architecten Nicolas-François Blondel (1618-1686) en diens neef Jean-François Blondel (1683 - 1756).

## Architecturale realisaties
Momenteel zijn er maar enkele gebouwen en architecturale werken van de hand van Blondel bekend, zoals het stadhuis en de Place d'Armes te Metz en een plan ter verfraaiing van de stad Straatsburg. Hoewel veel van zijn werken in rococostijl zijn, lijkt het erop dat Blondel dat meer deed vanwege de eisen van de heersende mode dan uit eigen overtuiging.

## Geschreven werken
Jacques-François Blondel is niet zozeer bekend geworden door het ontwerpen zelf, maar eerder door zijn theoretische geschriften erover zoals o.a. blijkt uit volgend citaat van Nikolaus Pevsner : "A minor architect, but also a very influential writer and theorist."
Zijn bekendste overgebleven geschriften zijn :
- De la distribution des maisons de plaisance et de la décoration des édifices en général[1]: over villa’s
- Architecture françoise[2]: een beschrijving van de mooiste gebouwen van Parijs
- Cours d’architecture[3]: een samenvatting van de basisconcepten van zijn lessen (o.a. compositie, type, karakter …) gegeven in 1750 en de daaropvolgende jaren (na zijn dood vervolledigd door zijn leerling Pierre Patte).[4]

Mede dankzij deze geschriften had hij een grote invloed op de architectuurtheorie van de late 18de eeuw. Naast zijn traktaten schreef hij ook tal van artikels voor de Franse ‘Encyclopédie’ (onder leiding van Diderot en d'Alembert), wat een invloedrijk werk binnen de Franse samenleving was.
Blondel werd niet enkel in eigen land, maar in heel Europa geapprecieerd vermits men sommige van zijn traktaten binnen de Europese context plaatst.

## Blondel als invloedrijk lesgever
Toen hij voor de Académie Royale d'Architecture geweigerd werd, opende hij in 1744 zijn eigen architectuurschool, ondanks forse tegenwerking van de Académie d’ Architecture. Blondel was daardoor een van de vroegste uitvinders van de architectuurscholen in Frankrijk.
 "Avant 1740, il n’y avait pas d’École à Paris où un jeune architecte put se former et apprendre tout ce qu’il lui importait de savoir … Il falloit qu’il se transportât successivement chez différent Maîtres pour s’ instruire de chacun de ces objets. Ce furent ces réflexions qui engagèrent Blondel à former une École des Arts ..."
Deze architectuurschool (École des Arts in Parijs) bood als een van de eerste een volledige architectenopleiding aan.
Blondel gaf zelf ook les in zijn school en richtte zich met zijn lessen tot een breed publiek (architectuurstudenten, bouwers, geïnteresseerden).
"I have used simple terms and a popular style with the intention of being understood by layman and artist alike, having notices that the majority of recent books about architecture are either badly organized or over long."
Zo gaf hij onder meer les aan Étienne-Louis Boullée, Jacques Gondoin, Pierre Patte en Claude-Nicolas Ledoux, de latere voortrekkers van de 'visionaire architectuur' .
Door zijn leraarschap had hij ook enorme invloed waarmee hij de wereld van de architectuurtheorie domineerde.
Deze school zou nog twee keer sluiten en weer openen. Echter, in 1754 zou de school uiteindelijk definitief failliet gaan. In 1755 werd Blondel dan eindelijk toegelaten tot de Académie. Dankzij deze erkenning kreeg Blondel meer mogelijkheden om publieke werken uit te voeren, zoals de inrichting van het Place d'Armes te Metz en een plan ter verfraaiing van Straatsburg.
Op onderwijzend vlak kan je hem wel progressief noemen, maar de inhoud was eerder conservatief, zoals blijkt uit volgende citaten :
Robin Middleton zei over Jacques-François Blondel : "an architect of the most commonplace classical mind" "and not a revolutionary".
Emil Kaufmann zei over Jacques-François Blondel : "a traditionalist in sympathy with the modern trends".

## De antieken als basis voor theorieën en ideeën
Blondel baseerde zijn ideeën, zijn kennis en zijn architectuur op de klassieke traditie van de antieken en formuleerde hieruit de idealen van het classicisme, zoals het belang van proporties en ordes.
"La Grèce doit être regardée comme la source des règles de la bonne architecture. On peut regarder les Grecs comme les créateurs de l’Architecture proprement dite, les considerer comme les premiers qui ayent été dignes d’avouer des imitateurs".
Blondel baseerde zich dan wel op de antieken, maar hij ging ze niet zomaar imiteren,maar liet ruimte voor eigen originaliteit en creativiteit.
Verder benadrukte Blondel ook het belang van de rede, het verstand in het ontwerpproces. Blondel ontwikkelde dan ook een systeem gebaseerd op rede, het verstand. Dit systeem werd verspreid dankzij de grote didactische invloed die hij uitoefende als leraar , maar ook via zijn invloedrijke traktaten.

## Schoonheid en goede architectuur
Schoonheid en goede architectuur zijn relatieve begrippen voor Blondel. Er is geen standaard, ze zijn afhankelijk van de mate waarin er harmonie is met het klimaat, de tijd(geest), de beschikbare materialen, de gebruiken, …
De goede smaak die oordeelt over wat goede architectuur is, moet dus in relatie staan met die ruime achtergrond en is dus "personnel et indéterminé".
Blondel ging op zoek naar regels en principes om het begrip goede smaak te definiëren. Zo kon men dan gebouwen genereren die de ‘goede smaak’ bevatten.
Verder vond Blondel het zeer belangrijk om als architect op zoek te gaan naar eenheid, harmonie, passendheid (convenance)… tussen het uiterlijke voorkomen van een gebouw, de structurele principes, het gebruik …

## Le goût
Jacques-François Blondel groeide op in Frankrijk in de vroege 18de eeuw en kwam zo op architecturaal vlak in contact met de toen regerende Rococostijl.
Blondel klaagt over de tendens van het volgen van de mode en de verwarring waarnaar dat leidt in de ornamenten. Een van de ideeën van Blondel was dan ook dat mode de tiran was bij de bepaling van goede smaak. "fashion is the tyrant of good taste"
Er is volgens hem nood aan een algemene regel, een ordonnance générale. Het doel van Blondel was dan ook om eens en voor altijd duidelijke ontwerpprincipes vast te leggen voor de Franse architectuur.
Dit was een duidelijke aanloop naar het rolmodel dat zijn architectuurtheorie zou aanreiken voor een rationele benadering van architectuur. Deze benadering stond haaks op bijvoorbeeld de onlogische decoratie zoals die in de Rococo vaak voorkwam, maar liep wel parallel met het classicisme.

## Convenance
Convenance ( passendheid) is een term die veel gebruikt werd door Blondel. Het betekent dat een gebouw en de vorm ervan, de functie of het doel ervan uitdrukt. (architecture parlante). Het gebouw moet passen bij de omgeving, er moet een relatie bestaan tussen interieur en exterieur van een gebouw en er moet passendheid zijn met ruimtegebruik, ornament…
"Il faut quelquefois, dans un grand édifice, savoir sacrifier l’interieur à l’ extérieur."
Als dit niet aanwezig is in een ontwerp, heb je volgens Blondel geen goede architectuur.